# Ljusdals IF
Ljusdals IF är en idrottsförening i Ljusdal i Sverige, som numera endast tävlar i fotboll.

## Historik
Föreningen startades den 9 juni 1904 och tävlade ursprungligen i fotboll, friidrott, gymnastik och längdskidåkning. Föreningen har också tävlat i bandy, backhoppning, handboll, ishockey, orientering och simning.
I fotboll förlorade Ljusdals IF med 0-4 mot Skellefteå AIK i finalen i norrländska mästerskapet 1950. Ljusdals IF spelade även 4 säsonger i Sveriges andradivision i fotboll åren 1968-1971.
Profiler under dessa framgångsrika år var bland andra Ove Svensson, Mats-Olov Henriksson, Torbjörn Ek, Örjan Modin och Börje Ljung.
Ljusdals IF är moderklubb till bland andra Erik Hamrén och Tobias Eriksson.
På damsidan vann Ljusdal division 1 Norra Svealand 2017, en säsong helt utan förluster. Ljusdal vann därefter kvalspel mot Notvikens IK i oktober 2017 för att gå upp till Elitettan 2018. Huvudtränare sedan årsskiftet 2017–2018 är Calle Barrling
Sedan år 2024 är Ljusdals P13 lag regerande DM mästare efter vinst i finalen mot Iggesund med 5-3.

## Spelare

### Spelartruppen 2019
| Nummer      | Land      | Spelare                         | Födelseår | Kom från                       | Moderklubb         |
| Målvakter   | Målvakter | Målvakter                       | Målvakter | Målvakter                      | Målvakter          |
| ----------- | --------- | ------------------------------- | --------- | ------------------------------ | ------------------ |
| 1           | Sverige   | Linnea Lif Jonsson              | 1993      | Järvsö BK (-12)                | Järvsö BK          |
| 99          | Sverige   | Alva Robertsson                 | 2000      | Egen Produkt                   | Ljusdals IF        |
| Försvarare  |           |                                 |           |                                |                    |
| 22          | Sverige   | Amanda Hagelberg                | 1995      | Sundsvalls DFF (-16)           | Team Hudik         |
| 17          | Sverige   | Linnea Löfstrand                | 2001      | Kilafors IF (-18)              | Kilafors IF        |
| 4           | Sverige   | Jonnah Tönners                  | 1997      | Egen Produkt                   | Ljusdals IF        |
| 6           | Sverige   | Clara Sjölund                   | 2001      | Järvsö BK (-18)                | Järvsö BK          |
| 11          | Sverige   | Fanny Westman                   | 1997      | Iggesunds IK (-19)             | Team Hudik         |
| Mittfältare |           |                                 |           |                                |                    |
| 20          | Sverige   | Lisa Hillberg                   | 2004      | Egen Produkt                   | Ljusdals IF        |
| 18          | Sverige   | Matilda Wennberg                | 1997      | Egen Produkt                   | Ljusdals IF        |
| 8           | Sverige   | Johanna Ohlsson                 | 1994      | Iggesunds IK (-19)             | Iggesunds IK       |
| 16          | Sverige   | Frida Hellberg                  | 1994      | Iggesunds IK (-19)             | Team Hudik         |
| 5           | Sverige   | Victoria Forss                  | 1997      | Östersunds DFF (-17)           | Team Hudik         |
| 19          | Sverige   | Angelina Ferm                   | 2001      | Iggesunds IK (-19)             | Ljusdals IF        |
| 14          | Sverige   | Ellika Persson                  | 1991      | Järvsö BK (-14)                | Järvsö BK          |
| 10          | Sverige   | Johanna Forsberg                | 2002      | Egen Produkt                   | Ljusdals IF        |
| Anfallare   |           |                                 |           |                                |                    |
| 13          | Sverige   | Sanna Signeul                   | 1994      | Team Hudik (-12)               | Korskrogens IK     |
| 15          | Sverige   | Leneli Grönoset                 | 2001      | Iggesunds IK (-19)             | Näsvikens IK       |
| 12          | USA       | Samantha Brand                  | 1988      | San Francisco Nighthawks (-17) | San Francisco Dons |
| 9           | Sverige   | Frieindoyne Tewoldemedhin Bahta | 2003      | Egen Produkt                   | Ljusdals IF        |